# GIGO
GIGO és un acrònim de Garbage In, Garbage Out expressió del camp de la informàtica que es pot traduir per brossa entra brossa surt. Emprada per a posar en relleu que els ordinadors, a diferència dels éssers humans, processen incondicionalment dades d'entrada encara que siguin absurdes i aportaren dades de sortida sense sentit.
Fou molt popular als inicis de la computació, però cada cop és menys adequada en la programació, ja que els programes d'ordinador inclouen mecanismes de seguretat sofisticats fins a l'extrem que l'autocorrecció alleuja la majoria dels problemes de la dècada de 1950.